# NGC 6861F
NGC 6861F (другие обозначения — PGC 64219, ESO 233-43) — спиральная галактика с перемычкой (SBd) в созвездии Телескоп.
Этот объект не входит в число перечисленных в оригинальной редакции «Нового общего каталога» и был добавлен позднее.